# Струк Євстахій Данилович

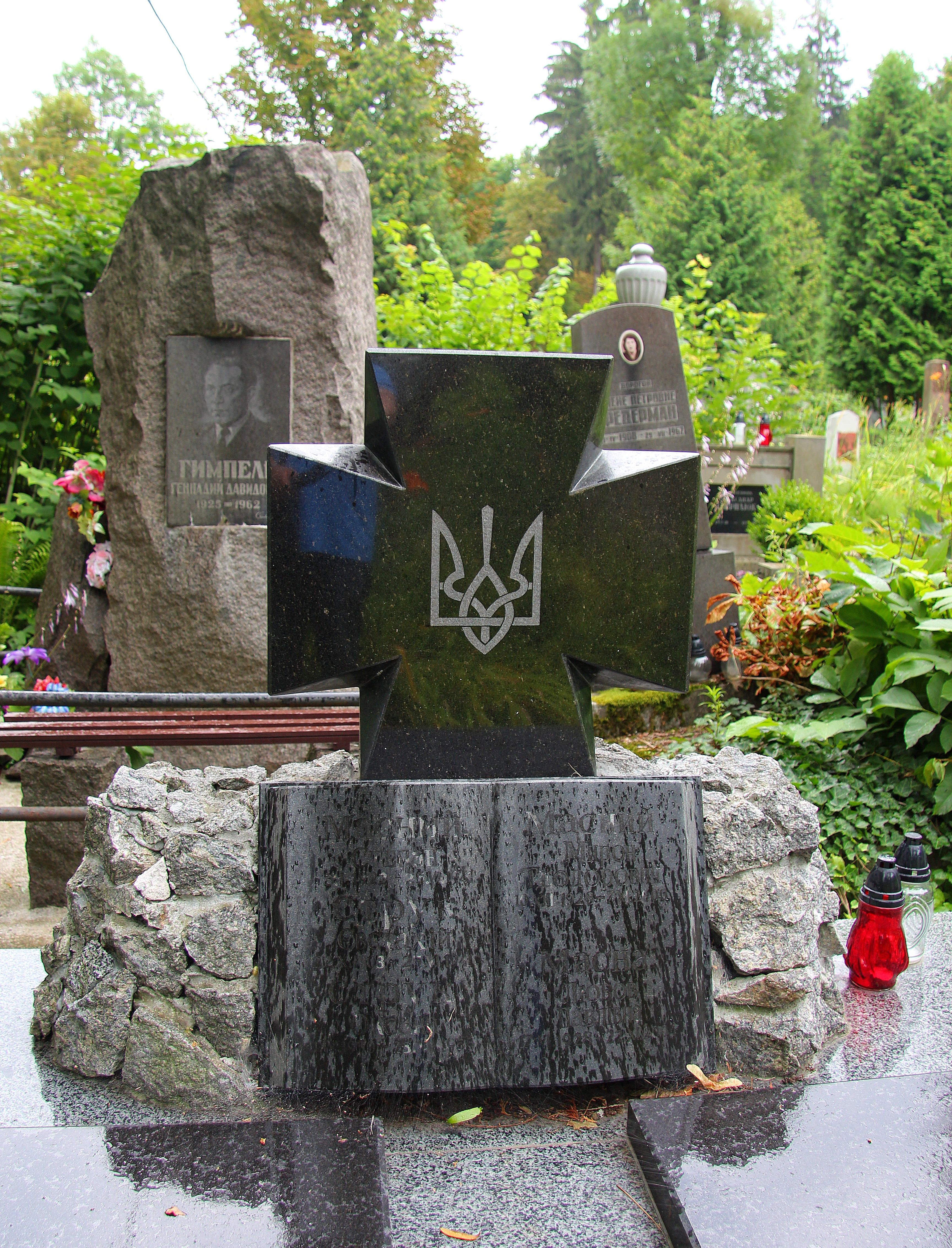
Могила Євстахія Струка на Личаківському цвинтарі

Євста́хій Стру́к (Остап) Данилович (Псевдо: «Дусько», «Станько»; *22 вересня 1909, с. Верхнє Синьовидне, Сколівський район, Львівська область — між 24 і 28 червня 1941, Львів) — діяч ОУН. Організатор Доросту «Рідної Школи». Адміністратор Львівського медінституту.

## Життєпис
Народився 1908 р. в с. Верхнє Синьовидне, Сколівський район, Львівська область у селянській національно свідомій родині. У сім'ї було дві дочки та чотири сини. Був членом підпільного Пласту (3 курінь УСП «Лісові чорти», 10 курінь УСП «Чорноморці»).
Член ОУН, в'язень Берези-Картузької [ШП 14.7.99]. 
1941 був проректором Львівського медичного інституту (чи адміністративним директором). Зумів хитрістю звільнити 50 студентів, яких мали розстріляти. Через коменданта передав наказ негайно звільнити приміщення і випустити арештованих, бо корпус займає армія.
Закатований у в'язниці на Лонцького в червні 1941. Тіло Євстахія Струка, адміністративного директора медінституту, знайшли між тисячами закатованих жертв, з обдертою шкірою на плечах, ногах, підборідді, про це писала газета «Ратуша» 20 вересня 1992 — «Свічка… Щоб жили інші».
3 липня 1941 похований на Личаківському цвинтарі, поле № 84, як одна з небагатьох розпізнаних жертв НКВД.